# كاري بيكر (لاعب كرة قدم)
كاري بيكر (بالهولندية: Kåre Becker)‏ هو لاعب كرة قدم هولندي، ولد في 27 يناير 1978 في لوساكا في زامبيا.